# Massimo Costantini

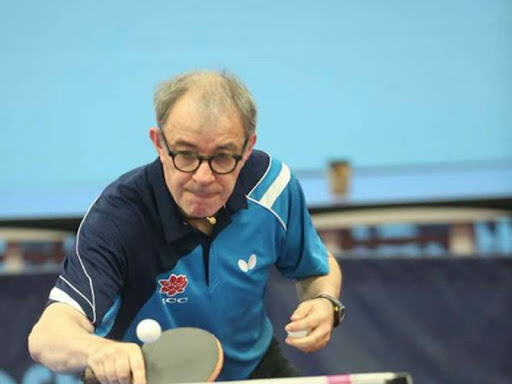
Massimo Costantini, 2021

Massimo Costantini (* 28. März 1958 in Senigallia) ist ein italienischer Tischtennisspieler und -trainer. Er nahm von 1974 bis 1995 an elf Weltmeisterschaften und elf Europameisterschaften sowie an den Olympischen Spielen 1988 teil.

## Werdegang als Aktiver
Massimo Costantini spielte beim Verein Tennistavolo Senigallia. Von 1976 bis 1995 wurde er 23-mal nationaler italienischer Meister, davon achtmal im Einzel. Seine größten internationalen Erfolge erzielte Massimo Costantini bei Mittelmeermeisterschaften (Mediterranean Championships). Hier siegte er 1975 im Doppel und mit der Mannschaft sowie 1983 im Einzel. 1983 erreichte er im Doppel das Endspiel, im Einzel kam er 1975 und 1991 ins Halbfinale.
Von 1974 bis 1995 nahm er an elf Weltmeisterschaften und elf Europameisterschaften teil, hierbei kam er jedoch nie in die Nähe von Medaillenrängen. Bei der Europameisterschaft 1994 erhielt er einen Fairnesspreis. Insgesamt wurde er 450-mal in die Nationalmannschaft berufen.
1981 wechselte Massimo Costantini in die deutsche Bundesliga zum TTC Esslingen.
1988 qualifizierte er sich für die Teilnahme am Einzelwettbewerb der Olympischen Spiele. Hier schied er bereits in der Gruppenphase aus. Zwei Siegen gegen Marcos Núñez (Chile) und Garfield Jones (Jamaika) standen fünf Niederlagen gegen Seiji Ono (Japan), Ilija Lupulesku (USA), Andrei Masunov (UdSSR), Kim Wan (Südkorea) und Liu Fuk Man (Hongkong) gegenüber.

## Trainer
2002 begann Massimo Costantini eine Trainertätigkeit. Zunächst trainierte er die italienische Nationalmannschaft der Herren. Ab 2009 wirkte er in Indien als Nationaltrainer.